# لسان مشقق
اللسان المشقق (ويعرف أيضًا باللسان الصفني، أو اللسان ذو الثنيات، أو اللسان المطوّى،:1038 أو اللسان المُخدّد:800).
وهي حالة مرضية حميدة تتسم بوجود أخاديد عميقة (شقوق) على ظهر اللسان.
وعلى الرغم من أن هذه الأخاديد مقلقة، إلا أنها غير مؤلمة.
بعض الأشخاص قد يعانون من إحساس بالحرقة.

## معدل الانتشار
هي حالة شائعة إلى حد ما، تقدر نسبتها ب 2-5 % بين عموم الناس، والرجال أكثر عرضة للإصابة، تصيب فئات عمرية مختلفة، ولكنها أكثر حدوثًا عند كبار السن، والحالة بشكل عام تزداد مع التقدم في العمر.

## التشخيص
عادة يكون التشخيص عن طريق المعاينة السريرية، والخزعة نادرا ما تكون ضرورية في التشخيص، وذلك بسبب المظهر السريري التشخيصي المميز لهذه الحالة. ويجب على المصابين أن يفحصو ويعاينو من قبل الطبيب لامراض أخرى ذات علاقة.

## المظهر السريري

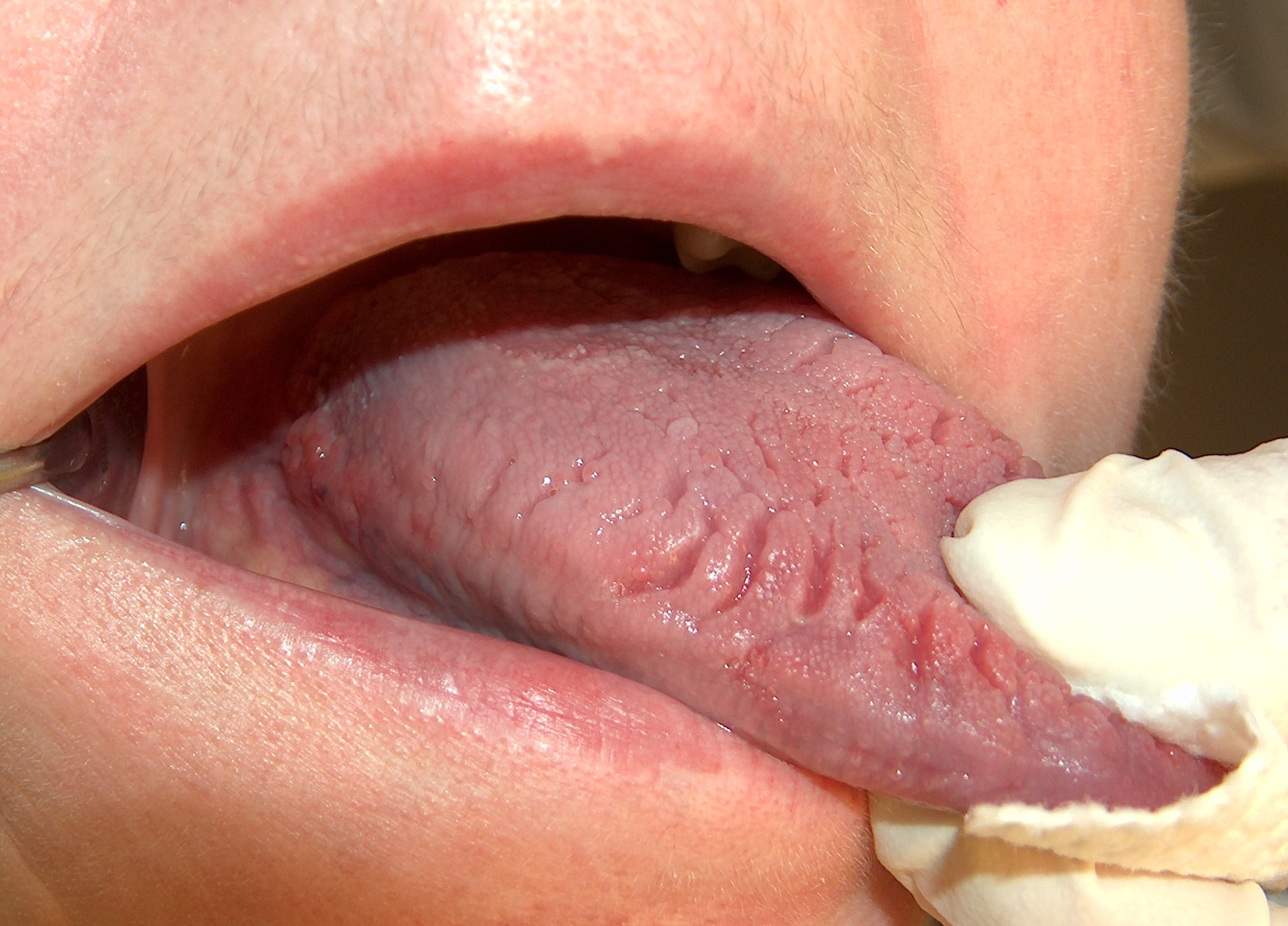

يختلف المضر السريري جدًا في نمط الشقوق من ناحية الاتجاه، والعمق، والطول، والعدد، و
غالبًا تكون الشقوق متعددة بعمق من 2-6 مم، وفي بعض الأحيان يكون هناك شق وسطي كبير تتفرع منه شقوق صغيرة عاموديًا، وهناك أنماط أخرى تكون فيها الشقوق غالبًا ظهرانية جانبية (أي: شقوق جانبية على السطح العلوي للسان)، وبعض المرضى يعانون من حرقة أو ألم في اللسان.

## المسببات
السبب غير معروف، قد تكون سمة وراثية جزئيًا، والعوامل العمرية والبيئية قد تساهم في ظهور الحالة المرضية.

## حالات مرضية ذات صلة
اللسان المشقق يظهر في المصابين ب متلازمة ملكيرسون روزنتال (مع شلل في العصب الوجهي «العصب السابع» والتهاب الشفة الحبيبي)، ويظهر أيضًا في غالبية المصابين بمتلازمة داون،(حيث 80٪ من المصابين بمتلازمة داون يعانون من تشقق اللسان) ، وكأعراض فموية لمرضى الصدفية، وفي الأشخاص الأصحاء.
اللسان المشقق يكون أحيانًا عرضًا للإصابة بمتلازمة كاودن.
بالإضافة، أشارت التقارير أن العديد من الافراد الذين يعانون من اللسان المشقق أيضا لديهم اللسان الحغرافي. يميز اللسان الجغرافي بفقدان وإعادة بناء سريعة للارتفاعات شبيهة الخيوط على سطح اللسان، مما يؤدي إلى نمو رقع ناعمة زهرية محمرة، ويحيطها حواف كثيفة بيضاء.
اللسان الجغرافي أو اللسان المشقق، تم ملاحظتهم عند اشخاص متعددين بعائلات مختلفة الاجيال.
بناءً على المحققين، يقترح دليل على ان هذه الحالات تحدث نتيجة لتغيرات (طفرات) في جين سائد تناقل في هذه العائلات.

## العلاج
إذا كانت الحالة تسبب رائحة الفم الكريهة، ينصح المريض بالقيام بتطهير الفم الميكانيكي عند عملية تنظيف الفم الاعتيادية.
لا يوجد لهذه الحالة علاج حيث أنها حميدة وغير خطرة، ويجب أن يطمئن المريض بأنها حالة اختلاف شائع عن مظهر اللسان الحقيقي فقط. لكن إذا عانى الشخص من اعراض أو مضاعفات لمتلازمة ملكيرسون روزنتال، فعندها يجب على طبيب اسنانك ان ينصحك برؤية الطبيب المختص.